# Abbé Gringoz
Charles Alfred Gringoz connu comme l'abbé Gringoz, né le 28 janvier 1880 à Ramasse, ville où il est mort le 28 janvier 1962, est un homme d'église, un archéologue et un historien de l'Ain.

## Biographie
Il fut curé d’Apremont à partir de 1910 et revint exercer son ministère dans sa paroisse natale (ainsi qu’à Drom) en 1951. Il s’est beaucoup intéressé à son terroir et publia en 1949 un ouvrage historique intitulé Nos villages de Bresse et Bugey au temps de Charlemagne. Il est également connu pour la sauvegarde de la chapelle Notre-Dame-des-Conches à Ramasse. Il va également mettre au jour l'église Saint-Julien-sur-Roche de Ramasse et les restes du village détruit en 1536. Sur le site de la chapelle, il exhume un sarcophage romain en 1942 et une Vierge au raisin en 1943.

## Œuvres
- Abbé Gringoz, Nos villages de Bresse et Bugey au temps de Charlemagne, 1949.
- Abbé Gringoz, La sainte colline du Revermont - Notre-Dame-des-Conches et Saint-Julien-sur-Roche - Ceyzériat - Drom - Jasseron - Ramasse - le berceau de Bourg, 1940.